# 史提芬·哈蒙德

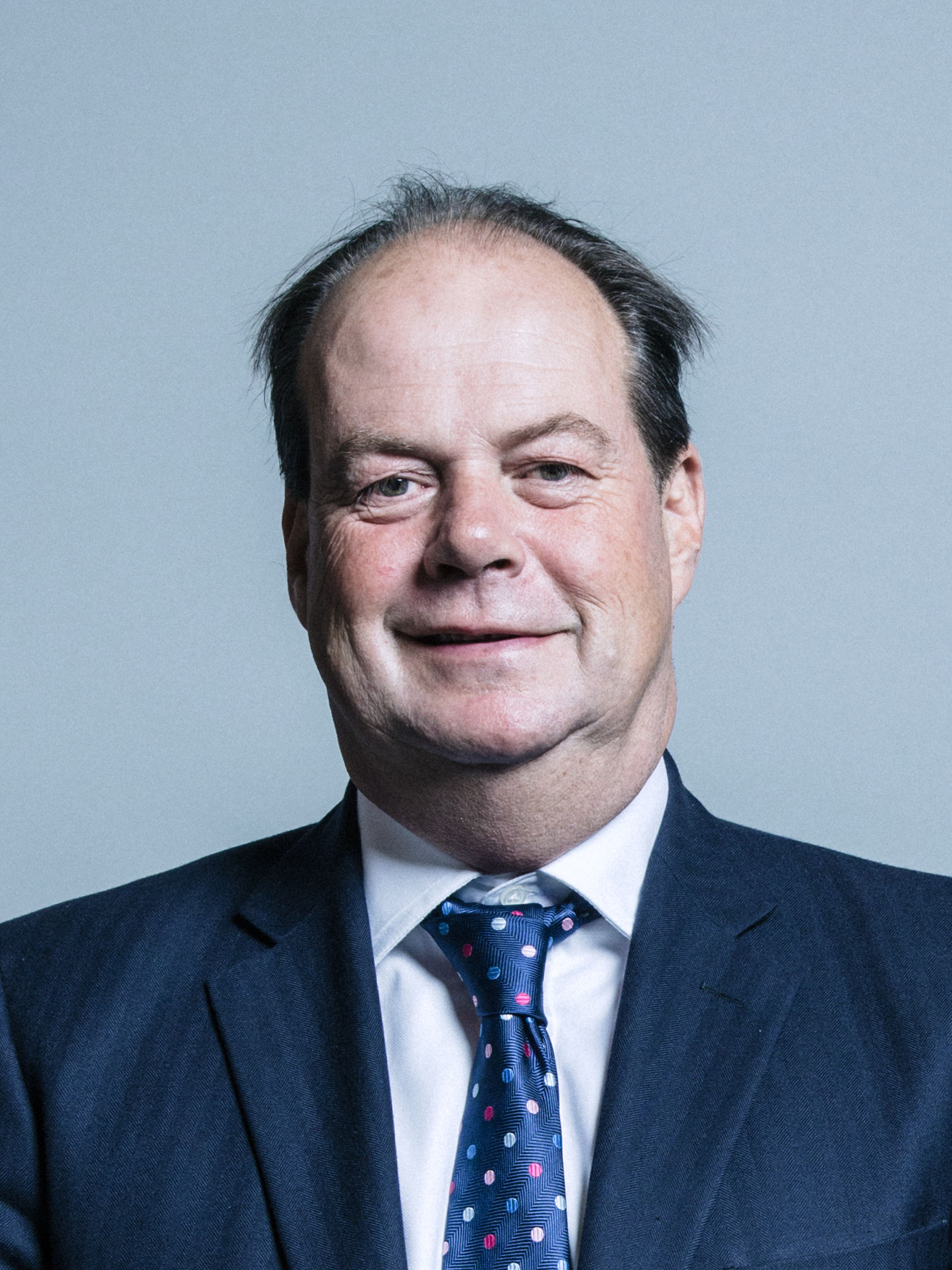

史提芬·哈蒙德（Stephen Hammond，1962年2月4日—）是一位英國政治人物，自2005年開始擔任溫布頓選區選出的英國下議院議員，黨籍原是保守黨。2018年11月至2019年7月任衞生大臣，同年9月因議會表決時不支持同黨首相鮑里斯·強森的脫歐提案，因而被開除黨籍，成為獨立議員。
他非常愛好曲棍球。